# Iris van Loen
Pour les articles homonymes, voir Van Loen.
 (janvier 2019).
Si vous disposez d'ouvrages ou d'articles de référence ou si vous connaissez des sites web de qualité traitant du thème abordé ici, merci de compléter l'article en donnant les références utiles à sa vérifiabilité et en les liant à la section « Notes et références ».
 (janvier 2019).
Iris van Loen, née le 2 avril 1998 à Amsterdam, est une actrice et chanteuse néerlandaise.

## Filmographie

### Téléfilms
- 2016 : SpangaS : Maud Overmars
- 2016-2019 : Spangas op Zomervakantie (nl) : Maud Overmars

## Discographie

### Comédies musicales
- 2008 : Ciske de Rat : Cootje
- 2010 : Mary Poppins : Jane Banks
- 2012 : Oorlogswinter : Ensemble
- 2014 : Tovenaar van Oz (nl) : Dorothy